# Iorgu Iorgovan
Iorgu Iorgovan (Iovan Iorgovan) a fost un haiduc legendar, care a trăit probabil înainte de secolul al XVIII-lea, cel mai probabil în a doua jumătate a secolului al XVII-lea. Aproape toate peșterile importante din zona Munților Mehedinți și culoarul montan al Cernei, în special în jurul localităților Orșova,  Baia de Aramă, Băile Herculane și Tismana, apar în folclorul local ca locuri de refugiu ale acestuia.